# Esclavolles-Lurey

Esclavolles-Lurey este o comună în departamentul Marne, Franța. În 2009 avea o populație de 553 de locuitori.